# Rien Robijns
Rien Robijns (Gorinchem, 10 februari 1945 - aldaar, 12 februari 2005) was een Nederlandse onderzoeksjournalist. 
Rien Robijns schreef als zoon van een leraar reeds op het gymnasium stukjes voor Het Vrije Volk. Na zijn militaire dienst werd hij verslaggever in Dordrecht. 
Eind jaren tachtig was hij enige tijd adjunct-hoofdredacteur bij Het Vrije Volk maar werkte vervolgens alls freelancer voor De Krant op Zondag. Bij die krant werkte hij met René de Bok en Pieter Storms. 
Zijn ontmoeting met Ton Elias leidde tot redacteur van het personeelsblad van verzekeringsmaatschappij Aegon. Met een van zijn artikelen won hij al direct een prijs. Naast artikelen over moderne kunst schreef hij toespraken politici als Bram Peper en managers, maar ook voor de Gorkumse burgemeester Piet IJssels.
Robijns was acht jaar PvdA-raadslid in Dordrecht. 

## Lockheed
Robijns deed samen met collega-onderzoeksjournalist Geert-Jan Laan in opdracht van hoofdredacteur Herman Wigbold voor Het Vrije Volk rond 1970 onderzoek naar belastingconstructies en belastingparadijzen. Ze onthulden in dat kader dat prins Bernhard geld had gekregen van vliegtuigbouwer Lockheed/Northrop, die gevechtsvliegtuigen aan Nederland wilde verkopen. Toen het kabinet-Den Uyl tot de conclusie kwam dat prins Bernhard 'zich toegankelijk had getoond voor onoorbare verlangens en aanbiedingen' had dat gevolgen voor zijn positie. De prins was als gevolg van deze zogenoemde Lockheed-affaire genoodzaakt belangrijke officiële functies neer te leggen en niet meer in militair uniform in het openbaar te verschijnen. Koningin Juliana zou met aftreden gedreigd hebben indien haar echtgenoot strafrechtelijk vervolgd zou worden. 
Vanuit hun ervaringen bij het Lockheedonderzoek deden zij in hun boek De Miljoenendans onthullingen over omkoopaffaires, belastingconstructies en handigheidjes uit de internationale zakenwereld. In De Ogem dossiers beschreven zij het verloop en de oorzaken van de ondergang van het Ogem concern. Na de Lockheedonthulling gingen Robijns en Laan verder met een eigen onderzoeksrubriek in de krant.

## Erkenning
Samen Geert-Jan Laan kreeg hij in 1981 de Prijs voor de Dagbladjournalistiek. Ze kregen deze prijs voor hun rubriek 'Dossier op donderdag'. Robijns en Laan startten deze rubriek met onderzoeksjournalistiek in Het Vrije Volk na de Lockheed-affaire. De jury loofde hen met de woorden: 'De vaak minutieuze informatie wordt in een onderhoudende stijl gebracht.' 